# With the Lights Out
With the Lights Out är samlingsbox med Nirvana, utgiven den 23 november 2004. Boxen innehåller 3 CD och 1 DVD, hela 68 tidigare outgivna låtar. Boxens namn är en textrad hämtad från låten "Smells Like Teen Spirit". Boxen innehåller flera versioner av låtar som sångaren Kurt Cobain framför ensam. With the Lights Out nominerades 2005 i kategorin Best Music DVD under Shockwaves NME Awards.

## Låtlista

### CD 1
1. "Heartbreaker" (liveversion från Nirvanas första konsert, Led Zeppelin-cover)
2. "Anorexorcist" (Radiouppträdande)
3. "White Lace and Strange" (radiouppträdande, Thunder and Roses-cover)
4. "Help Me, I'm Hungry" (radiouppträdande)
5. "Mrs Butterworth" (demo från repning)
6. "If You Must"
7. "Pen Cap Chew"
8. "Downer" (liveversion)
9. "Floyd the Barber" (liveversion)
10. "Raunchola"
11. "Moby Dick" (Led Zeppelin-cover)
12. "Beans" (akustiskt demo)
13. "Don't Want It All" (akustiskt demo)
14. "Clean Up Before She Comes" (demo)
15. "Polly" (akustiskt demo)
16. "About a Girl" (akustiskt demo)
17. "Blandest"
18. "Dive" (demo)
19. "They Hung Him On A Cross" (Leadbelly-cover)
20. "Grey Goose" (Leadbelly-over)
21. "Ain't It a Shame?" (Leadbelly-cover)
22. "Token Eastern Song"
23. "Even in His Youth" (demo)
24. "Polly" (demo)

### CD 2
1. "Opinion" (akustisk demo från radio)
2. "Lithium" (akustisk demo från radio)
3. "Been a Son" (akustisk demo från radio)
4. "Sliver" (akustiskt demo)
5. "Where Did You Sleep Last Night" (akustiskt demo)
6. "Pay to Play"
7. "Here She Comes Now" (Velvet Underground-cover)
8. "Drain You" (demo från repning)
9. "Aneurysm" ("Smells Like Teen Spirit" B-sida)
10. "Smells Like Teen Spirit" (demo från repning)
11. "Breed" (Butch Vig-mixning)
12. "Verse Chorus Verse"
13. "Old Age"
14. "Endless Nameless" (radiouppträdande)
15. "Dumb" (radiouppträdande)
16. "D-7" (radiouppträdande, The Wipers-cover)
17. "Oh, the Guilt" (split-singel från 1993)
18. "Curmudgeon" ("Lithium" B-sida)
19. "Return of the Rat" (The Wipers-cover)
20. "Smells Like Teen Spirit" (Butch Vig-mixning)

### CD 3
1. "Rape Me" (akustiskt demo)
2. "Rape Me" (demo)
3. "Scentless Apprentice" (demo från repning)
4. "Heart-Shaped Box" (demo)
5. "I Hate Myself and I Want To Die" (demo)
6. "Milk It" (demo)
7. "Moist Vagina"
8. "Gallons of Rubbing Alcohol Flow Through the Strip"
9. "The Other Improv"
10. "Serve the Servants" (akustiskt demo)
11. "Very Ape" (akustiskt demo)
12. "Pennyroyal Tea" (akustiskt demo)
13. "Marigold" (är skriven och sjungs av Dave Grohl)
14. "Sappy"
15. "Jesus Doesn't Want Me for a Sunbeam" (demo från repning, The Vaselines-cover)
16. "Do Re Mi" (akustiskt demo)
17. "You Know You're Right" (akustiskt demo)
18. "All Apologies" (akustiskt demo)

### DVD
1. "Love Buzz" (Shocking Blue-cover, låtarna 1-9 är från repningar i Krist Novoselics föräldrars hus 1988)
2. "Scoff"
3. "About a Girl"
4. "Big Long Now"
5. "Immigrant Song" (Led Zeppelin-cover)
6. "Spank Thru"
7. "Hairspray Queen"
8. "School"
9. "Mr Moustache"
10. "Big Cheese" (23 juni 1989, Rhino Records, Los Angeles, Kalifornien)
11. "In Bloom" (Tidig version/musikvideo av denna låt, när Nirvana fortfarande var signade på Sub Pop)
12. "Sappy" (16 februari 1990, Bogarts, Long Beach, Kalifornien)
13. "School" (22 september 1990, The Motor Sports International Garage, Seattle, Washington)
14. "Love Buzz" (11 oktober 1990, North Shore Surf Club, Seattle, Washington. Shocking Blue-cover)
15. "Pennyroyal Tea" (17 april 1991, OK Hotel, Seattle, Washington. Första gången denna låt spelades live)
16. "Smells Like Teen Spirit" (17 april 1991, OK Hotel, Seattle, Washington. Första gången denna låt spelades live)
17. "Territorial Pissings" (17 april 1991, OK Hotel, Seattle, Washington)
18. "Jesus Doesn't Want Me for a Sunbeam" (31 oktober 1991, Paramount Theatre, Seattle, Washington. The Vaselines-cover)
19. "Talk to Me" (4 oktober 1992, The Crocodile Cafe, Seattle, Washington)
20. "Seasons in the Sun" (Januari 1993. BMG Ariola Studios, Rio de Janeiro, Brazil. Terry Jacks-cover)